# Sistema
AFK Sistema (russisch АФК «Система», kurz für Акционерная финансовая корпорация «Система») ist ein russisches Beteiligungsunternehmen. Seine Zentrale befindet sich in Moskau unter 13 Mokhovaya St. Sistema belegte in der Ausgabe von 2013 der Fortune Global 500 den 308. Platz.
Der vollständige Name der Gesellschaft ist offiziell Sistema Public Joint Stock Financial Corporation (Sistema PJSFC).
Sie ist ein bedeutender privater Investor in Russlands Realwirtschaft. Das Investmentportfolio von Sistema wird von russischen Unternehmen aus verschiedenen Branchen bestimmt, darunter Telekommunikation, Einzelhandel, Hochtechnologie, Holzwirtschaft, Holzverarbeitung, Pharma, Gesundheitswesen, Landwirtschaft, Finanzen, Gastgewerbe und andere.
Im Jahre 2005 ging Sistema an die Londoner Börse und sammelte 1,3 Milliarden USD ein. Die Aktien des Unternehmens werden an der Londoner Börse (LSE) in Form von Global Depositary Receipts (GDR) unter dem Tickersymbol „SSA“ gehandelt. Die Aktien der Gesellschaft sind auch an der Moskauer Börse unter dem Tickersymbol „AFKS“ vertreten. Die an der LSE gehandelten GDRs stellen etwa 19,0 % des Sistema-Eigenkapitals dar, und die Aktien, die auf MOEX gehandelt werden, machen etwa 16,8 % aus.
Die Sistema-Gruppe beschäftigt rund 150.000 Mitarbeiter. In den Jahren 2013 bis 2016 bezahlten ihre Unternehmen rund 290 Milliarden RUB an Steuern und Sozialversicherungsbeiträgen an die russischen föderalen und regionalen Budgets. Damit ist Sistema einer der größten Steuerzahler Russlands.

## Eigentümer und Management
Wladimir Yewtushenkow ist Großaktionär und Vorstandsvorsitzender von Sistema (64,2 % des Eigenkapitals). Die Minderheitsgesellschafter des Unternehmens sind meist große russische und ausländische institutionelle Anleger.
Da Vermögenswerte Jewtuschenkows nach dem russischen Überfall auf die Ukraine von Großbritannien im April 2022 „eingefroren“ wurden, übertrug er einen Teil seiner Anteile an Sistema auf seinen Sohn Felix, sodass dieser nun 15,2 % und er selbst nur noch einen Minderheitsanteil von 49,2 % besitzt.
Seit Mitte 2022 ist Tagir Sitdekow Präsident des AFK Sistema.

## Unternehmen

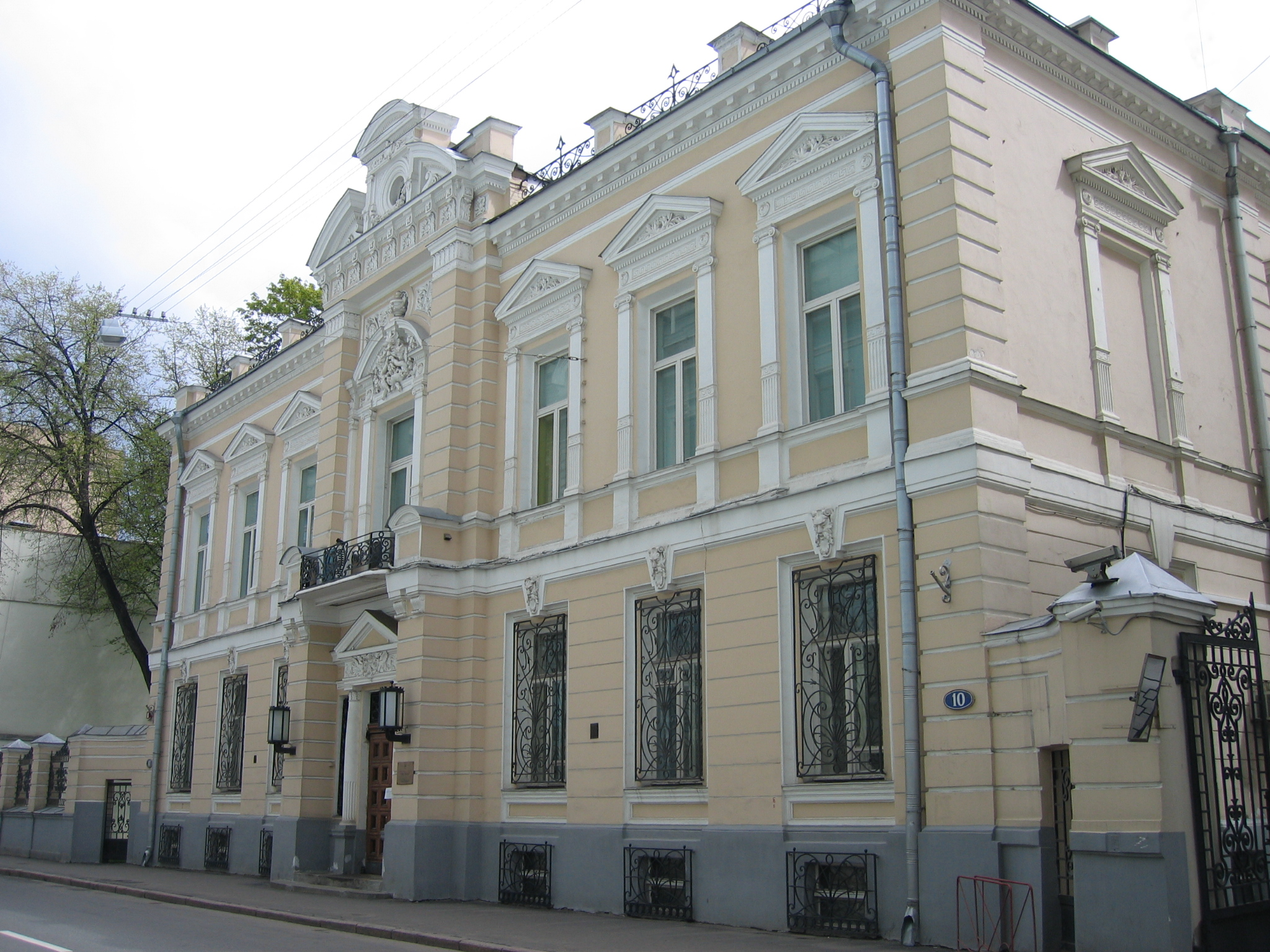
Die Sistema-Zentrale in Moskau

Sistema hat die russische Telekom-Industrie praktisch von Grund auf neu aufgebaut. Das Unternehmen trug auch wesentlich zur Entwicklung der russischen Luftraumtechnologien, Satellitensysteme und Mikroelektronik bei und führt nationale Projekte im Gesundheitswesen durch.
Die Investitionen von Sistema in Anlagevermögen machten zwischen 2013 und 2016 rund 1,6 % der gesamten privaten Kapitalanlagen in Russland aus. Die Konzerngesellschaften tätigten 26 % der Gesamtinvestitionen in die Telekommunikationsentwicklung und 20 % der Investitionen in die Herstellung von elektronischen Komponenten und Funksystemen.
Der Gesamtbeitrag von Sistema zum BIP und der Anteil der Investitionen in das Anlagevermögen in Russland beträgt etwa 1 %.
Die Gruppe verfügt über Vermögenswerte in zahlreichen Branchen, darunter Telekommunikation, Logistik und Holzverarbeitung, Energie, Landwirtschaft, Pharma, Bau, Banken, Einzelhandel, Hochtechnologie, Hotellerie usw.
Sistema ist an folgenden Unternehmen beteiligt:

### MTS
MTS ist ein führender Telekom-Betreiber in Russland und der GUS. Die MTS Group hat über 109 Millionen Mobilfunkteilnehmer in Russland, Armenien, der Ukraine, Turkmenistan und Belarus. Das Unternehmen bietet auch Festnetz-Telefonie, Breitband-Internet-Zugänge und Fernsehdienste in Moskau (über seine Tochtergesellschaft MGTS) und allen föderalen Bezirken von Russland. Im Jahr 2015 trat MTS in den Markt der Systemintegration und des Satelliten-TV ein. MTS bietet auch Finanzdienstleistungen an, unter anderem in Zusammenarbeit mit der MTS Bank.

### Segezha Group
Sistema übernahm 2014 die Segezha-Gruppe. Diese ist benannt nach ihrem Zentrum im Raum Segescha, wo sie mehrere Papierfabriken betreibt.  Die Optimierung der Geschäftsprozesse, die Erweiterung der Produktionsstätten, die Entdeckung neuer Exportmärkte und die Umsetzung von Investitionsprojekten haben dazu beigetragen, dass die Segezha Group heute eine führende russische Forstwirtschaftsholding ist, die die gesamte Wertschöpfungskette der Holzproduktion und Holzverarbeitung mit einer globalen Präsenz abdeckt. Die Segezha Group ist in vier wichtigen Geschäftsfeldern tätig: Papier und Verpackung, Holzverarbeitung, Sperrholz und Holzplatten sowie Holzhäuser. Segezha ist weltweit führend bei Produktionskosten für Sackpapier und Sperrholz.
Die Segezha-Gruppe umfasst rund 50 Waldarbeits-, Holzverarbeitungs-, Zellstoff- und Papierbetriebe in 13 Ländern. In Deutschland produziert Segezha Packaging am 2006 übernommenen Standort Achern (Baden-Württemberg) Papiersäcke. Aufgrund des nach Beginn des Ukrainekriegs erlassenen Einfuhrverbots prüft Segezha den Verkauf seiner europäischen Produktionsstandorte und Neugründung andernorts. Laut Recherchen von Meduza hat Segezha seit dem Beginn des russischen Angriffskriegs auf die Ukraine 1,5 Millionen Hektar Wald in Russland aus zuvor getroffenen Umweltschutzvereinbarungen herausgenommen. In der Region Karelien holzt Segezha nun Wald ab, der ursprünglich als Naturschutzgebiet ausgewiesen werden sollte.

### Detsky Mir Group
Detsky Mir ist die größte Kinderwaren-Einzelhandelskette in Russland und der GUS, die unter dem Markennamen Detsky Mir und ELC Einzelhandelsgeschäfte betreibt. Im Februar 2017 hatte Detsky Mir einen erfolgreichen Börsengang an der Moskauer Börse (der erste vollumfängliche Börsengang eines russischen Unternehmens seit 2014). Das Aktienangebot war zweimal überzeichnet. Am 31. Dezember 2016 hatte die Detsky Mir Group 525 Geschäfte in 171 Städten Russlands und sieben Städten Kasachstans.

### Medsi Group
Medsi ist Russlands größte föderale Privatkette aus Kliniken. Medsi bietet eine breite Palette von präventiven, diagnostischen und Behandlungsdiensten an, einschließlich Rehabilitationsdienstleistungen für Kinder und Erwachsene. Im Jahr 2016 trat Medsi dem Programm der staatlichen Garantien für die freie medizinische Versorgung für russische Bürger in der Region Moskau bei. Das Unternehmen eröffnet neue Kliniken und erwirbt modernste Ausstattung dafür.

### RTI
RTI ist eine Holdinggesellschaft im Bereich Verteidigung und mikroelektronische Lösungen, die Hightech-, Forschungs- und Produktionsunternehmen integriert. Die Unternehmen von RTI verfügen über eine eigene F&E-Infrastruktur und setzen Projekte in Radio- und Raumfahrttechnologien, Sicherheit und Mikroelektronik um. RTI umfasst RTI Systems Concern und Mikron.
Im Jahr 2016 bekräftigte die Mikron Group ihre Position als größter russischer Hersteller von Mikroelektronik. Sie verfügt über die einzige Produktion Russlands auf der Grundlage der 180-90-65 nm-Technologie und forscht an der 45 nm-Technologie. Die Anlage in Zelenograd produziert über 400 Millionen RFID-Tags, 50 Millionen Bank-Mikrochips, 30 Millionen Bankkarten und über 5 Millionen Chips für biometrische Pässe und elektronische Dokumente jährlich. Das Unternehmen exportiert über 500 Millionen Mikrochips, die bei der Herstellung von elektronischen Geräten in Europa und Südostasien eingesetzt werden.
Im Juli 2021 wurde Sistema auf eine Minderheitsbeteiligung an dem Unternehmen Intelligent Technical Solutions (ITR) reduziert. Es fasste alle ehemaligen Vermögenswerte des Unternehmens, die mit dem staatlichen Auftrag zusammenarbeiteten, einschließlich des RTI-Konzerns, zusammen.

### Steppe Agro Holding
Die Steppe Agro Holding ist in vier landwirtschaftlichen Segmenten aktiv: Pflanzenbau, Milchwirtschaft, Obstbau und Gemüseanbau. Im Jahr 2016 betrug der Landbesitz von Steppe 315.000 Hektar und machte Sistema zu einem der Top-10-Landbesitzer Russlands. Steppe zeigt führende Leistungsergebnisse sowohl bei den in der südlichen Region Russlands als auch landesweit und führt das Import-Substitutionsprogramm der Regierung durch.

### Binnopharm
Binnopharm entwickelt und produziert Medikamente zur Behandlung von gesellschaftlich bedrohlichen Krankheiten (in Bereichen wie Lungenheilkunde, Neurologie, Gastroenterologie und Infektionen). Das Portfolio umfasst 17 Medikamente, von denen einige von Binnopharm selbst entwickelt wurden (Regevac (ein Hepatitis-B-Impfstoff), Binopoietin, Binnopheron). Das Unternehmen ist Teilnehmer an der nationalen Pharma 2020-Strategie, die darauf abzielt, Substitute für importierte Medikamente zu entwickeln. Binnopharm betreibt zwei hochmoderne Pharma-Anlagen in der Region Moskau, die den internationalen GMP-Standards (Good Manufacturing Practice) entsprechen.

### MTS Bank
Die MTS-Bank wurde 1993 gegründet und gehört seit 2016 zu den 50 größten russischen Banken. Sie bietet Dienstleistungen für Privatpersonen und Firmenkunden in Russland an. Die MTS-Bank beteiligt sich am Regierungsprogramm der Bankenrekapitalisierung, die von der Einlagensicherungsagentur (DIA) durchgeführt wird und eröffnet zusätzliche Chancen für die Entwicklung der Bank und die Unterstützung von Kunden durch die Kreditvergabe an die entscheidenden Sektoren der Wirtschaft.

### Gastgewerbe
Die Cosmos-Gruppe betreibt und entwickelt Hotels, die sich im Besitz der Sistema PJSFC befinden. 2016 bestand das Portfolio des Unternehmens aus 17 Hotels in 14 Städten Russlands und anderen Ländern. Die Cosmos-Gruppe ist spezialisiert auf die Verwaltung von Hotels unter bekannten internationalen Marken (Park Inn by Radisson und Holiday Inn Express) und anderen Hotels verschiedener Preiskategorien und Profile.

### Kronstadt Group
Die Kronstadt Group ist ein russisches Hightech-Unternehmen, das wissensintensive Produkte und Lösungen für die Produktion, den Einsatz und die sichere Nutzung von anspruchsvollen luft-, see- und landgestützten Systemen entwickelt und herstellt. Auf der MAKS 2017 Air Show präsentierte das Unternehmen sein neues unbemanntes Flugsystem (UAS) für mittlere Höhen und weite Distanzen (MALE) Orion-E. Dieses System ist die erste Drohne, die vollständig in Russland entworfen und auf der Basis von im Inland produzierten Komponenten hergestellt wurde. Es ist auch die erste Drohne mit 24 Stunden Flugdauer. Seit Juli 2021 kontrolliert AFK Sistema die Kronstadt-Gruppe nicht mehr.

### Investmentfonds
Sistema entwickelt sein Investmentgeschäft über Investmentfonds:
- Sistema Venture Capital, ein Venture-Fonds, der sich auf Investitionen in Internet-Unternehmen in der Wachstumsstufe konzentriert;
- Sistema Asia Fund, ein Venture Fund, der auf Investitionen in High-Tech-Unternehmen in Indien und Südostasien spezialisiert ist;
- Rusnano Capital, ein gemeinsamer Private-Equity-Fonds, der von Sistema und dem staatlichen Unternehmen Rusnano gegründet wurde.

## Wohltätigkeit
Sistema tätigt Investitionen in soziale Projekte und setzt eine Reihe von Wohltätigkeitsprogrammen in Bildung, Kultur und Kunst sowie der Unterstützung für schutzbedürftige Personengruppen um. 2014 bis 2016 gab Sistema mehr als 4 Milliarden Rubel für soziale Zwecke aus. Die Sistema Charitable Foundation ist verantwortlich für die Durchführung aller Charity-Programme von Sistema PJSFC.

## Der Baschneft-Fall
Der Baschneft-Fall ist ein Konflikt zwischen dem staatlichen Ölkonzern Rosneft und Sistema PJSFC. Es ist eine konstruierte und damit eine der umstrittensten Firmenrechtsstreitigkeiten in der Geschichte des modernen Russland.
Am 3. Mai 2017 strengten Rosneft und Baschneft eine Klage gegen Sistema PJSFC und ihre Tochtergesellschaft Sistema Invest an, um 106,6 Milliarden Rubel an Verlusten zurückzufordern, die die Kläger angeblich infolge von Umstrukturierungen erlitten hätten, die 2009 bis 2014 durchgeführt wurden, als das Unternehmen im Besitz von Sistema war. Später erhöhte Rosneft seine Forderungen sogar auf 170,6 Milliarden RUB. Die Sistema-Aktien stürzten nach den Nachrichten über die Klage ab.
In erster Instanz verpflichtete ein Gericht im August 2017 Sistema zu einer Zahlung von 136 Milliarden Rubel an Rosneft.
Der Rechtsstreit mit der größten staatlichen Ölfirma reduzierte die Marktkapitalisierung eines der führenden Privatunternehmen in der russischen Wirtschaft deutlich. Einigen Experten zufolge hatte dies und die vorauseilende Einfrierung von 250 Milliarden Rubel durch das Gericht einen erheblichen negativen Einfluss auf das Investitionsklima in Russland.